# Kotori
Kotori (jap. ことり, コトリ) – żeńskie imię japońskie.

## Znane osoby
- Kotori Momoyuki (琴梨), japońska mangaka

## Fikcyjne postacie
- Kotori Haruno (琴梨), bohaterka gry visual novel i anime Kita e
- Kotori Hasutani (小鳥), bohaterka mangi Cat Paradise
- Kotori Kanbe (小鳥), bohaterka serii mang i gier visual novel Rewrite
- Kotori Minami (ことり), bohaterka gry i anime Love Live! School Idol Project
- Kotori Monō {小鳥}, bohaterka mangi i anime X
- Kotori Nonomura (小鳥), jedna z głównych bohaterek OVA Triangle Heart
- Kotori Otonashi (小鳥), bohaterka gry i anime The Idolmaster
- Kotori Shirakawa (ことり), bohaterka serii Da Capo